# Chiesa di San Giovanni Battista (Rivoli Veronese)
La chiesa di San Giovanni Battista è la parrocchiale di Rivoli Veronese, in provincia e diocesi di Verona; fa parte del vicariato del Lago Veronese-Caprino.

## Storia
La prima citazione di una chiesa a Rivoli risale al 1231; allora era filiale della pieve di Caprino, dalla quale si affrancò nel 1539 essendo eretta in parrocchia autonoma.

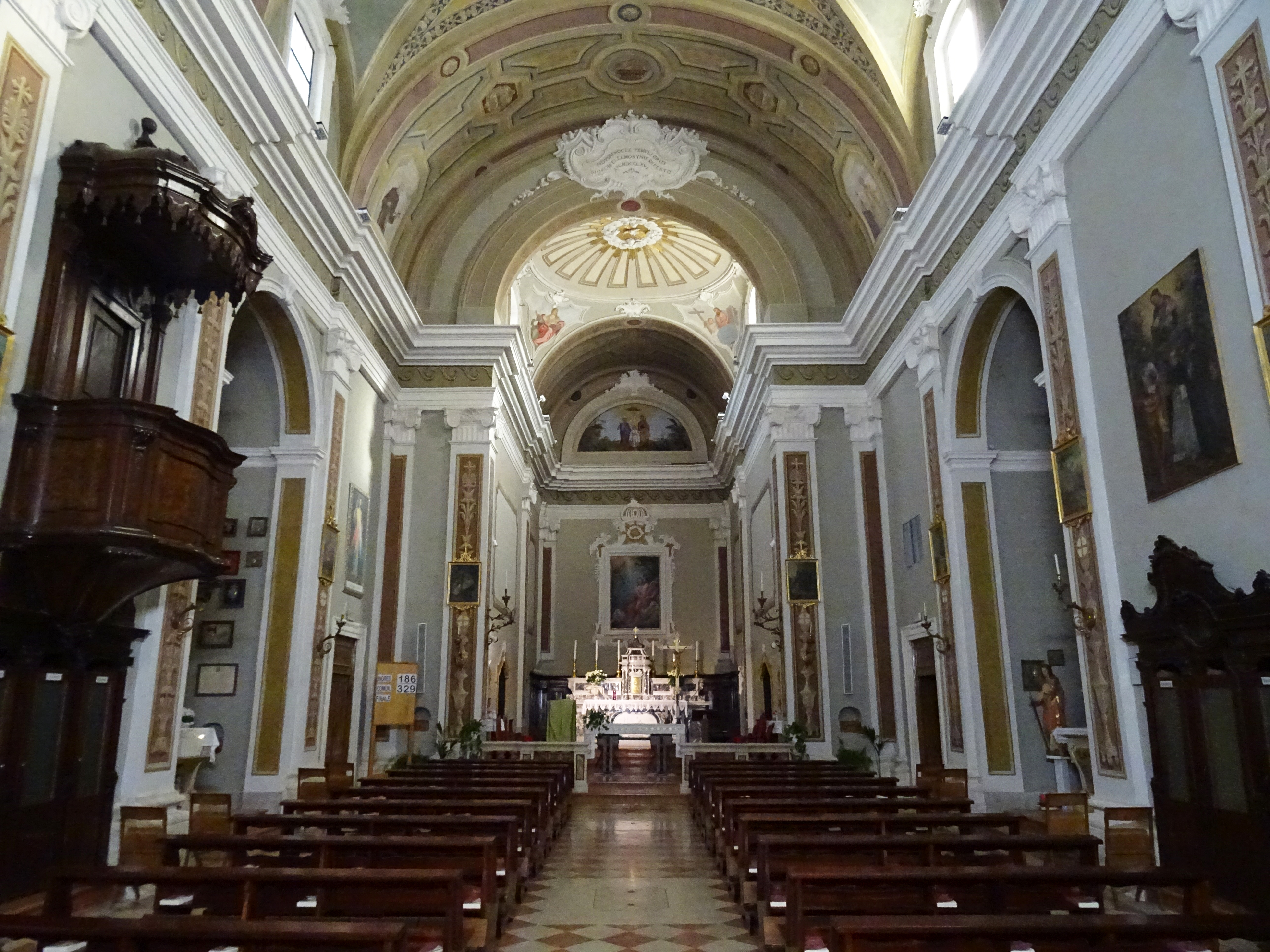
L'interno

La chiesa medioevale, ristrutturata e consolidata nel 1741, venne demolita intorno al 1765 per far posto all'attuale parrocchiale, edificata nel 1766. Nel 1854 venne realizzato l'altar maggiore e, tra il 2001 ed il 2003, l'edificio fu restaurato.

## Descrizione

### Interno
Opere di pregio custodite all'interno della chiesa sono gli altari laterali di San Giorgio, della Madonna delle Grazie, di Sant'Isidoro e della Madonna del Rosario, un dipinto della Sacra Famiglia, una pala raffigurante San Giovanni Battista e gli affreschi dei Quattro Evangelisti.